# Free Me (bài hát của Sia)
"Free Me" là một bài hát của nữ ca sĩ Sia, được phát hành vào ngày 9 tháng 6 năm 2017. Tiền thu được từ bài hát được dùng để ủng hộ các nỗ lực và dự án trong việc loại trừ HIV/AIDS.

## Video âm nhạc
Video âm nhạc của "Free Me" được đạo diễn bởi Blake Martin và được phát hành vào ngày 9 tháng 6 năm 2017. Zoe Saldana vào vai một người mẹ đầy trông mong đang đi kiểm tra sức khỏe chỉ để phát hiện rằng cô dương tính với HIV. Trong một lời thuyết minh do Julianne Moore cung cấp, chúng ta có thể thấy rằng Saldana đã có thể truyền bệnh cho đứa con chưa chào đời của cô nếu cô không đi điều trị.

## Xếp hạng
| Bảng xếp hạng (2017)           | Vị trí xếp hạng cao nhất |
| ------------------------------ | ------------------------ |
| Pháp (SNEP)                    | 155                      |
| New Zealand Heatseekers (RMNZ) | 7                        |